# الملعب الوطني (سنغافورة)
الملعب الوطني، سنغافورة (بالإنجليزية: National Stadium, Singapore)‏ هو ملعب كرة قدم يقع في سنغافورة، يتسع لـ 55,000 متفرج.

## التاريخ
تم وضع حجر الأساس للملعب في 29 سبتمبر 2010. افتتح الملعب في 30 يونيو 2014. كانت تكلفة إنشاء الملعب 1.87 مليار دولار سنغفوري.